# Florin Spătaru
Florin Spătaru (n. 22 decembrie 1969, Galați, România) este un politician român, din 25 noiembrie 2021 a ocupat funcția de ministru al Economiei din Guvernul Nicolae Ciucă, membru al Partidului Social Democrat.
Primul scandal în care ministrul a fost implicat s-a referit la închirierea institutului IPROCIM la un preț modic spre o firmă contoversată Asocierea lui Spătaru cu șantierul Damen a lăsat loc de speculații privind legăturile sale cu Florian Coldea, fostul adjunct al SRI